# Bambina non sono io/Trovane un altro
Bambina non sono io / Trovane un altro è il quarto singolo su 7" de I Kings pubblicato nel 1966 dalla Durium. Il lato A contiene la versione in lingua italiana del brano folk rock It Ain't Me Babe di Bob Dylan.

## Tracce
Lato A
1. Bambina, Non Sono Io (It Ain't Me Babe) (Bob Dylan, Mogol)

Lato B
1. Trovane un altro (Ennio Ottofaro, Pierpaolo Adda)